# Landsting (Sverige)
 Denne artikel omhandler en svensk sekundærkommune. Opslagsordet har også en anden betydning, se Landsting.
Landsting er i Sverige en folkevalgt forsamling svarende nogenlunde til Danmarks amtsråd – en sekundærkommune, hvis primære ansvarsområde er sundhedsvæsenet. Landstingets geografiske myndighedsområde kaldes et län.